# M48 (天体)
座標:  08h 13m 43.0s, −05° 45′ 00″
M48（NGC 2548）は、うみへび座にある散開星団である。

## 概要
月のない暗い夜空であれば肉眼でもぼんやりと見えるが、双眼鏡で一部の星が見え、小口径で中心の明るい星とそれに伴う星粒が見えてくる。口径8cmの望遠鏡で星がはっきり見えてくる。明るい星が中心部に集まり、そこから曲がって流れ出しているようにも見える。20cmで60個程度の星が見える。特に中央で明るい星が三角形を作るのが目立つ。口径32cmでは500個程度の星が見えてくる。S字型の星のつらなりがいくつも見えると表現する人もいる。中央の重星から星のつらなりが見える。

## 観測史
1771年2月19日にフランスの天文学者シャルル・メシエが発見し記録したが、その位置には星団がなく行方不明の天体とされていた。メシエの「星雲状物質のないたいへん小さな星からなる星団で、一角獣の尾のねもとを作る三個の星に近い」という記述から、1934年にルーマニア出身の天文家オズワルド・トーマスが、また1959年には独立してカナダのT.F.モリスが、実際の位置より南に3.5度ずれた位置に記載されていた星団を見つけ、M48がNGC 2548であることを確認した。昔のノルトン星図にはメシエが記録した間違った位置に「48M」と記載されており、NGC 2548には226というハーシェル番号がふってあった。ベクバル星図では「2548M48?」と記載されている。